# زائدة شجرية
التّغصّن أو الزوائد الشجرية أو زائدة عصبونية (بالإنجليزية: Dendrite، وأصلها من الأغريقيّة δένδρον " وتقرأ دِندرون، بمعنى "شجرة") هي تفرّعات في الخلية العصبونية). وهي المسؤولة عن نقل الإشارة الكهركيميائي المتلقاة من عصبونات أخرى إلى جسم الخلية العصبونية. وعادة ما ينقل العصبون (قبل المشبكي) الإشارة الكهربائية إلى عصبون آخر (بعد مشبكي) بواسطة مشابك كيميائية تصل بين محوار العصبون الأوّل وعدة نقاط في شجرة التغصّنات التابعة للعصبون الثاني. وتلعب التغصنات دورًا جوهريًا في جمع هذه المدخلات المشبكية وفي تحديد مدى إمكانيّة إحداث جهد الفعل في العصبون بعد المشبكي.
يجدر الانتباه إلى أنّ الانتباتات الصادرة عن الخلايا التغصنية التابعة للجهاز المناعي تدعى هي الأخرى تغصّنات، ولكنّها لا تحتوي على خاصّة نقل وجمع الشارات الكهركيميائية.

## الخواص الكهربائية
إن طريقة جمع التغصنات للمدخلات من العصبونات الأخرى المرتبطة بها بواسطة مشابك كيميائية تتأثّر كثيرًا بمبنى شجرة التغصّنات وبمدى تفرّع التغصنات فيها. بالإضافة، فإنّ توفّر القنوات الشاردية المبوبة بالجهد (أي تلك التي يكون احتمال فتحها أو إغلاقها متعلّقًا بجهد الغشاء) يؤثر هو الآخر على جمع مدخلات العصبون من العصبونات الأخرى، خاصة تلك التي تكون مدخلاتها ضعيفة. هذا الجمع هو «زمني» - أي جمع التنبيهات التي تأتي بالتتالي - و«حيّزي» - ويؤدي إلى تكدس التنبيهات الاستثارية والتثبيطية من تصغصنات مختلفة.

تصنيف الخلايا العصبية حسب عدد تفريعاتها:
1 خلية عصبية أحادية القطب
2 خلية عصبية زوجية القطب
3 خلية عصبية متعددة الأقطاب
4 خلية عصبية ذات شبه قطب

في الماضي، كانت الفكرة السائدة هي أنّ وظيفة التغصنات هي نقل خامل للتنبيه. وحسب هذه الفكرة، فإنّ التغييرات بالجهد المقاس في جسم الخلية نابعة عن تنشيط مشابك كيميائية بعيدة، حيث تنتشر هذه التنشيطات إلى جسم الخلية بدون مساعدة القنوات المبوبة بالجهد. وتصف نظرية الكبل الخامل هذه كيف تنتشر التغييرات المحلية بالجهد في تغصن معيّن عبر شبكة من المقاطع تغصنية ذات خواص مختلفة (كالطول والقطر والخواص الكهربائية) التي تصب في جسم الخلية. بواسطة هذه النظرية بإمكان حساب التغييرات في جهد الغشاء لجسم الخلية النابعة عن تغييرات محلية في شكل أو خواص تغصنات العصبون، وكيف تؤدي هذه التغييرات إلى تغييرات في خواص خرج العصبون.